# Iwańsk
Iwańsk (biał. Іванск; ros. Иванск) – agromiasteczko na Białorusi, w rejonie czaśnickim obwodu witebskiego, nad Ułłą, około 10 km na północ od Czaśnik.
Wieś duchowna położona była w końcu XVIII wieku w województwa połockim.

## Historia
W średniowieczu Iwańsk ponoć należał do udzielnego księstwa łukomskiego.
To właśnie na polach tej wsi stoczono bitwę pod Czaśnikami 26 stycznia 1564 roku, w czasie której czterotysięczny oddział jazdy litewskiej pod wodzą hetmana wielkiego litewskiego Mikołaja Radziwiłła rozgromił trzydziestotysięczny oddział kniazia Piotra Szujskiego, z liczbą ofiar po stronie rosyjskiej między 10 a 25 tysięcy.
W XVI wieku Iwańsk należał do zakonu jezuitów połockich, którzy byli w ciągłym konflikcie z okoliczną szlachtą, co spowodowało, że król Stefan Batory przysłał tu w 1584 roku komisarzy, którzy rozstrzygnęli spory na korzyść zakonu.
W 1774 roku (albo w 1791 roku) Iwańsk i okoliczne folwarki zostały nabyte przez Tadeusza Wołodkowicza (zm. w 1776 roku), krajczego wojewody mińskiego. Po nim właścicielem tych (i wielu innych dóbr, obejmujących dwadzieścia kilka wsi i parę miasteczek) był jego przyrodni brat, Wincenty Wołodkowicz (1761–1839). Iwańsk i kilka innych wsi odziedziczył po nim jego syn Ignacy Emanuel (1808–1852), a po nim ostatnim właścicielem Iwańska był jego syn, Wincenty (1846–1927), sędzia honorowy, deputat szlachty z powiatu lepelskiego, rzeczywisty radca stanu carskiej Rosji. Jego majątek w 1917 roku zajmował około 75 tysięcy dziesięcin ziemi, lasów i jezior.
Po II rozbiorze Polski w 1793 roku te ziemie, wcześniej należące do województwa połockiego Rzeczypospolitej, znalazły się na terenie powiatu lepelskiego guberni witebskiej Imperium Rosyjskiego. 
W 1812 roku w czasie inwazji na Rosję przez Iwańsk przechodził francuski II Korpus Wielkiej Armii. Marszałek Nicolas Charles Oudinot w bitwie na polach iwańskich rozbił armię feldmarszałka Piotra Wittgensteina.
W XVIII i XIX wieku we wsi istniała stara drewniana kaplica, wybudowana jeszcze przez jezuitów (została zniszczona po 1914 roku). 
Właściciele majątku prowadzili tu w II połowie XIX wieku wzorowe gospodarstwo, o czym świadczą takie fakty jak:
- melioracja znacznej części pól, która doprowadziła do dużego wzrostu ich żyzności, zastosowanie maszyn rolniczych
- młockarnia, gorzelnia, młyn i tartak były napędzane maszynami parowymi, ponadto istniała tu huta szkła i fabryka papieru i tektury
- prowadzono tu stadninę rasowych koni (kłusaków) oraz hodowlę rasowego bydła[3][4].

Po ustabilizowaniu się granicy polsko-radzieckiej w 1921 roku Iwańsk znalazł się na terenie ZSRR. Od 1924 roku jest siedzibą sielsowietu. Ta część Iwańska, gdzie znajdował się dwór Wołodkowiczów, w czasach sowieckich nazywała się Politotdieł (Политотдел). Iwańsk od 1991 roku znajduje się na terenie Republiki Białorusi. Od 2004 roku na terenie wsi działa spółdzielnia rolnicza „Wiadreński”.

## Dawny dwór
Zapewne na początku XIX wieku Wołodkowicze wybudowali duży, parterowy (ale z wysokimi suterenami), klasycystyczny dwór. Był to budynek wzniesiony na planie wydłużonego prostokąta. Od strony podjazdu miał dwa identyczne portyki, każdy zwieńczony trójkątnym szczytem podpieranym przez 4 kolumny. W II połowie XIX wieku na przedłużeniu dworu, z jego prawej strony wzniesiono wielki, bezstylowy, piętrowy gmach, przypominający kamienicę czynszową. Prawdopodobnie przeznaczeniem nowego budynku było muzeum tworzone przez ostatniego właściciela majątku, Wincentego, który zebrał na okolicznych polach ogromne ilości artefaktów pozostałych po licznych bitwach, stoczonych tu w przeszłości.
Zbiory rodzinne gromadzone były jednak w sklepionych suterenach dworu. W bogatej bibliotece znajdowało się wiele starych druków, w tym Volumina Legum, archiwum jezuitów połockich, korespondencje z królami polskimi. Archiwa te zostały skatalogowane tuż przed wybuchem I wojny światowej. Możliwe, że ich część ocalała i znalazła się w którymś z państwowych zbiorów Białorusi.
Dwór otaczał rozległy park krajobrazowy. Na jego skraju stała wyżej wymieniona kaplica. Dwór został zniszczony po 1917 roku. Do czasów dzisiejszych ocalały ruiny nowego budynku oraz paru zabudowań gospodarczych
Majątek w Iwańsku jest opisany w 1. tomie Dziejów rezydencji na dawnych kresach Rzeczypospolitej Romana Aftanazego.